# Ernst al II-lea, Duce de Saxa-Altenburg
Ernst al II-lea Bernhard Georg Johann Karl Frederick Peter Albert, Duce de Saxa-Altenburg (n. 31 august 1871 – d. 22 martie 1955), a fost ultimul duce care a condus ducatul de Saxa-Altenburg.
A fost al patrulea copil însă singurul fiu al Prințului Moritz de Saxa-Altenburg (fiul cel mic al lui Georg, Duce de Saxa-Altenburg) și al Prințesei Augusta de Saxa-Meiningen.
După moartea tatălui său la 13 mai 1907 a devenit primul în linia de succesiune a ducatului de Saxa-Altenburg. El a moștenit ducatul de la unchiul lui, cel care i-a dat și numele, Ernst I, care a murit fără moștenitori masculini în viață, la 7 februarie 1908.

## Prima căsătorie

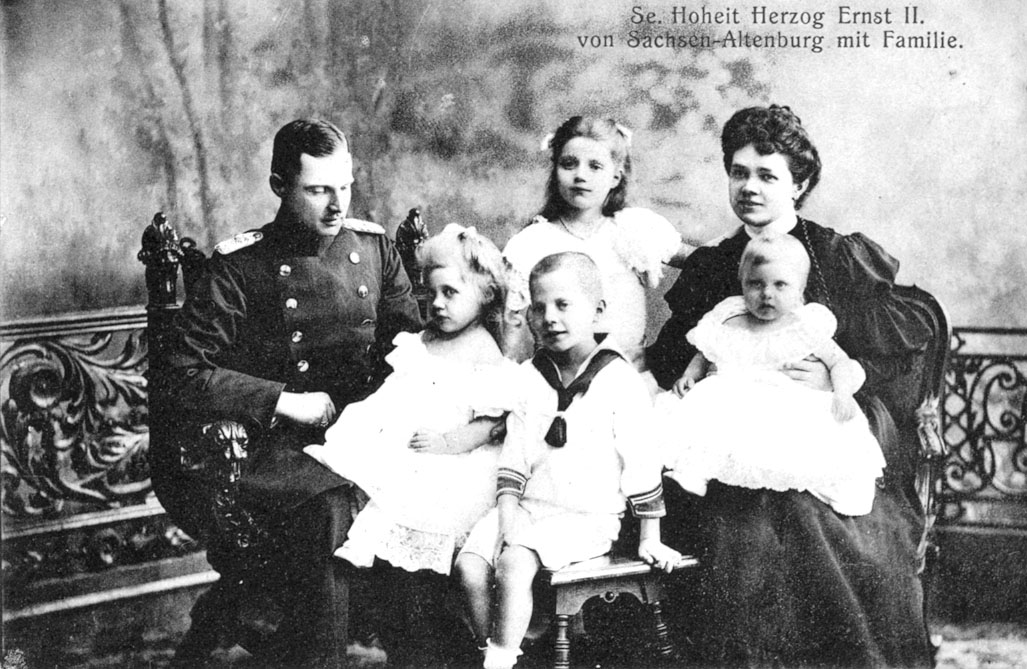
Ducele Ernst al II-lea von Saxa-Altenburg cu soția sa, Prințesa Adelheid von Schaumburg-Lippe, și copiii lor, ca. 1905.

La 27 februarie 1898 la Bückeburg, Ernst s-a căsătorit cu Prințesa Adelaide de Schaumburg-Lippe, o nepoată a lui George Wilhelm, Prinț de Schaumburg-Lippe. Au avut patru copii:
1. Charlotte Agnes Ernestine Augusta Bathildis Marie Therese Adolfine (n. Potsdam, 4 martie 1899 – d. Hemmelmark bei Eckernförde, 16 februarie 1989); s-a căsătorit la 11 iulie 1919 cu Prințul Sigismund al Prusiei.
2. Wilhelm Georg Moritz Ernst Albert Frederick Karl Konstantin Eduard Max (n. Potsdam, 13 mai 1900 – d. Rendsburg, 13 februarie 1991).
3. Elisabeta Karola Viktoria Adelaide Hilda Luise Alexandra (n. Potsdam, 6 aprilie 1903 – d. Breiholz, 30 ianuarie 1991).
4. Frederic Ernst Karl August Albert (n. Potsdam, 15 mai 1905 – d. Rosenheim, 23 februarie 1985).

## Primul Război Mondial
În timpul Primului Război Mondial, Ernst a refuzat toate numirile de onoare de la Statul Major al Kaiserului. A renunțat la rangul său de general, a intrat în serviciu ca simplu colonel și s-a  distins în Bătălia de la Peronne. Până la sfârșitul războiului el a fost comandant de divizie.
Mare iubitor de știință, Ernst a avut o instalare fără fir montat în interiorul castelului său din Altenburg în timpul începutului războiului. Scopul acesteia era de a comunica special cu aeronave. De asemenea, Ernst a fost toată viața interesat de telegrafia fără fir și telefonie și a fost considerat expert în aeronautică.
Când Germania a pierdut războiul, toți prinții germani și-au pierdut titlurile și statutul. Ernst a fost unul dintre primii prinți care a realizat schimbările majore ce vor veni peste Germania și a ajuns la un acord amiabil cu supușii săi. A fost forțat să abdice guvernarea ducatului la 13 noiembrie 1918 și și-a petrecut restul vieții ca cetățean privat.

## Ultimii ani

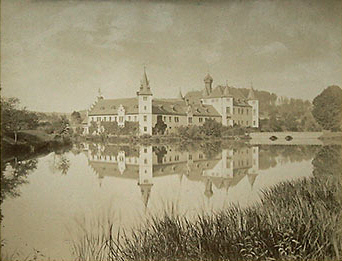
Schloss Fröhliche Wiederkunft

După abdicare, Ernst având o avere moderată, s-a retras la un hotel din Berlin.. Doi ani mai târziu, în 1920, căsătoria lui s-a încheiat cu un divorț. Mai târziu în același an, Ernst a anunțat logodna cu Elena Thomas, o cântăreață de operă. Totuși căsătoria nu a avut loc niciodată.
La 15 iulie 1934 Ernst s-a căsătorit a doua oară cu Maria Triebel, care a fost partenera lui timp de mulți ani, la casa lui, Schloss Froehliche Wiederkunft. Maria s-a născut la Waltershausen la 16 octombrie 1893 și a murit la Trockenborn-Wolfersdorf la 28 februarie 1955. Aceasta a fost o căsătorie morganatică iar ea a primit titlul de "baroneasă Reiseneck". Nu au avut copii.
Încă interesat de știință, Ernst a fondat un modern observator la Wolfersdorf, angajându-l pe Kurd Kisshauer în 1922. La 1 mai 1937 Ernst s-a alăturat partidului nazist.
Ernst a devenit singurul fost prinț german care a acceptat cetățenia Republicii Democrate Germane după Al Doilea Război Mondial, refuzând să părăsească Schloß Fröhliche Wiederkunft pentru a se muta într-o zonă ocupată de britanici. Schloß a fost confiscat de sovietici însă lui Ernst i s-a garantat libera folosire până la moarte.
În martie 1954, după decesul lui Charles Edward, Duce de Saxa-Coburg și Gotha, el a devenit ultimul prinț german supraviețuitor care a domnit până în 1918. Un an mai târziu, la 22 martie 1955 și în vârstă de 83 de ani a murit la Schloß.